# Ballymena
Ballymena (em irlandês an Baile Meánach; "Vila do Meio") é uma cidade no condado de Antrim, Irlanda do Norte e sede de Ballymena Borough Council. Segundo o censo de 2001, a cidade tinha uma população de 28 717 habitantes. 
A cidade é construída em terra dada à família Adair pelo rei Carlos I em 1626, com base no que a cidade realizará duas feiras anuais e um mercado livre Sábado na perpetuidade. A partir de 2010, o mercado de sábado ainda funciona. 
Há ainda muitos prédios históricos da cidade. A Câmara Municipal foi construída em 1924 no local da antiga Casa do Mercado, e foi remodelado em 2007 a um custo de aproximadamente R $ 20 milhões.

## História
As primeiras referências à região onde hoje está a cidade datam do século V. Em 1576, a rainha Isabel I entregou a região a Thomas Smith, que levou colonos ingleses, mas fracassou e as terras reverteram à Coroa. No século XVII a região passou para William Adair, senhor do sudoeste da Escócia que construiu um castelo. Em 1704, Ballymena tinha 800 pessoas. Em 1740, o castelo incendiou-se e em 1765 fundou-se um povoado morávio. Em 1834, Ballymena tinha 4.000 habitantes. 

## Pessoas famosas
- Steven Davis, futebolista
- Colin Murdock, futebolista
- Liam Neeson, ator
- Clodagh Rodgers, cantora e atriz.